# Гоце Тодорачки
Георги (Гоце) Тодорачки или Тодорашки или Тодорацки е български революционер, войвода на Вътрешната македоно-одринска революционна организация.

## Биография
Роден е в кукушкото село Тодорак (Горни или Долни), тогава в Османската империя и затова носи прякора Тодорачки. Става хайдутин. Под влияние на Димитър Андонов Попов от Междурек влиза във ВМОРО и става един от първите организационни войводи в Кукушко. Загива в 1900 година в сражение с османски войски в Кукушко.